# زرداختران
زرداَختران (نام علمی: Hypoxidaceae) نام یک خانواده از راسته مارچوبه‌سانان است.